# Fertile Valley No. 285
Fertile Valley No. 285 (česky Úrodné údolí) je venkovská samostatná správní jednotka (municipalita) v kanadské provincii Saskatchewan, nacházející se v divizi (oddělení pro sčítání lidu) 12, v jihozápadní oblasti provincie. Sídlem místní samosprávy je vesnice Conquest.

## Demografie
V roce 2006 měla tato venkovská municipalita populaci o výši 609 osob v 206 příbytcích, což představuje 1,2% růst od roku 2001. Na ploše 1 016,37 km² má hustotu obyvatelstva 0,6 obyv./km².

## Obce
V této municipalitě se nachází následující obce:
Vesnice
- Conquest - sídlo místní samosprávy.
- Macrorie

Samoty
- Anerley
- Ardath, ztratilo status vsi k 31. prosinci, 1972.
- Betalock
- Bounty, ztratilo status vsi k 25. listopadu, 1997.
- Surbiton
- Bratton

## Doprava
Venkovskou municipalitou Fertile Valley prochází tyto saskatchewanské silnice a provinční cesty, které prochází uvedenými obcemi.
| Silnice    | Počátek komunikace | Obce venkovské municipality Fertile Valley podél komunikace | Místo zakončení komunikace |
| ---------- | ------------------ | ----------------------------------------------------------- | -------------------------- |
| Highway 15 | Highway 4          | žádné                                                       | Highway 20                 |
| Highway 44 | Highway 9          | Macrorie                                                    | Highway 11                 |
| Highway 45 | Highway 7          | Macrorie                                                    | Highway 42                 |